# عرقون مستدير الأوراق
عرقون مستدير الأوراق (الاسم العلمي: Euphrasia rotundifolia) هي نوع نباتي يتبع جنس العرقون من الفصيلة الجعفيلية.  